# دونالد جريج
دونالد جريج (بالإنجليزية: Donald Gregg)‏ هو دبلوماسي أمريكي، ولد في 5 ديسمبر 1927 في نيويورك في الولايات المتحدة.

## وصلات خارجية
- دونالد جريج على موقع إن إن دي بي (الإنجليزية)